# Райдужник морський

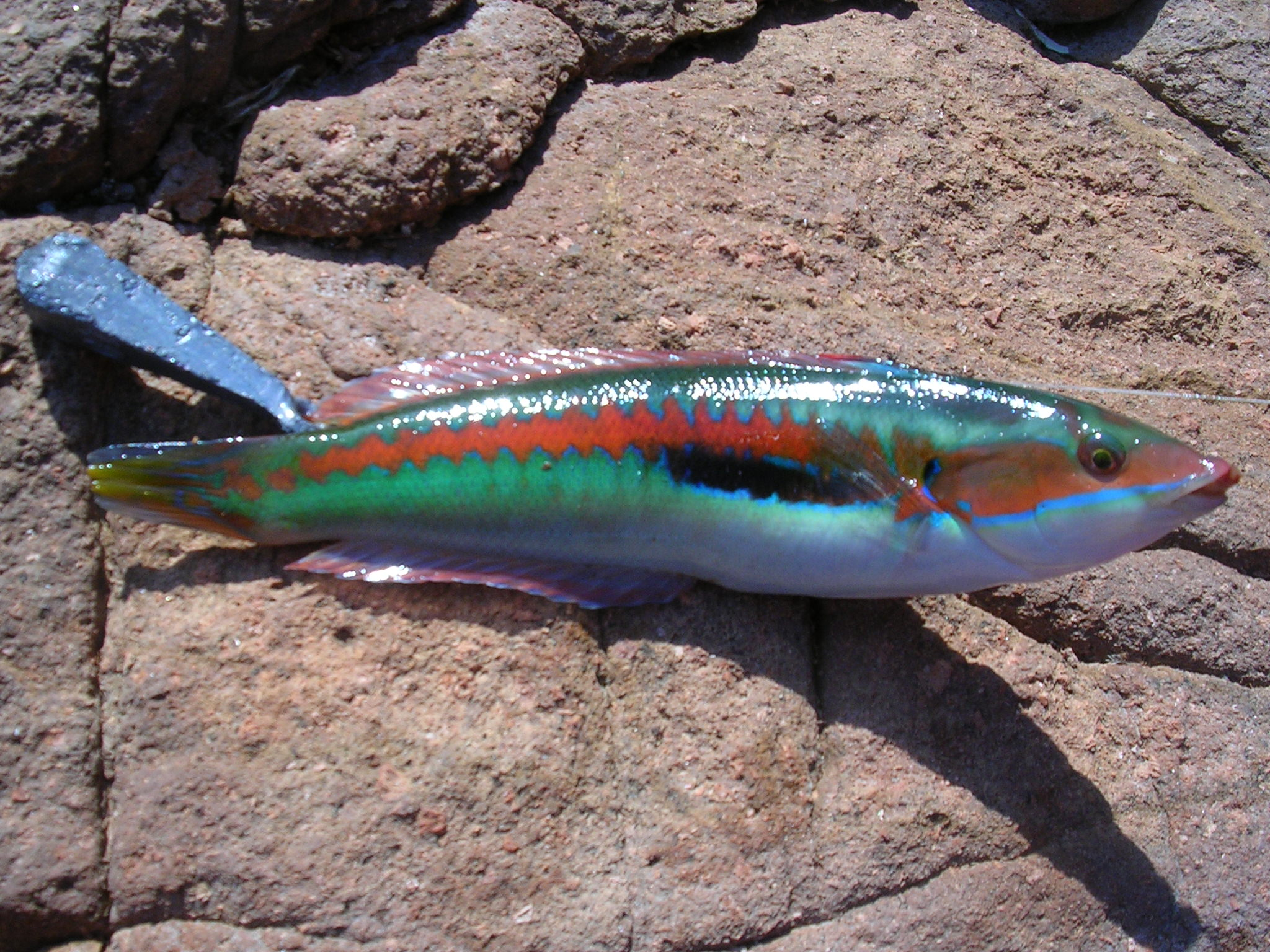
Забарвлення райдужника морського

Райдужник морський (Coris julis) — риба родини Губаневих (Labridae). Поширений у східній Атлантиці від Швеції до Габону, також у Середземному морі. Відзначається в Чорному морі біля берегів Туреччини, Болгарії та Румунії.